# Deifebo Burbarini
Deifebo Burbarini (Siena, 1619 – Siena, 4 marzo 1680) è stato un pittore italiano.
Fu allievo di Raffaello Vanni e fu soprattutto attivo in provincia di Siena e in quella di Roma, specializzandosi in pale d'altare.

## Biografia
Le sue prime opere le troviamo a Siena nel 1640 e sono stilisticamente vicine a quelle di Rutilio Manetti. Negli anni 1650-1664 Burbarini non è documentato a Siena, in quanto probabilmente attivo a Roma. Tra le sue opere più famose, va ricordata l'Apparizione di Santa Caterina a Santa Rosa da Lima sita nella Cappella delle Volte della Basilica di San Domenico a Siena.
Fu sepolto nella cappella della Compagnia di San Gherardo della Basilica di San Francesco sita nella Contrada del Bruco.

## Opere
- Ajaccio, Museo Fesch: La visione di San Pietro d'Alcantara (dipinto su tela)[3]
- Asciano, Oratorio della Compagnia di Santa Croce: Compianto sul Cristo morto e Resurrezione (dipinto su tela)[4]
- Colle di Val d'Elsa, Concattedrale dei Santi Alberto e Marziale: affresco
- Rapolano Terme, Arcipretura di Santa Maria Assunta: Madonna che porge il Bambino a Santa Francesca Romana (attribuito)[5]
- Siena, Arciconfraternita di Misericordia: Epifania (lunette, ca. 1672) e Annunciazione di Maria Vergine (1668)[6]
- Siena, Basilica di San Domenico, Cappella delle Volte: Apparizione di Caterina a Santa Rosa da Lima (dipinto su tela)[7]
- Siena, Basilica di San Francesco, oratorio dei Santi Ludovico e Gherardo: Storie dei santi titolari (con Rutilio Manetti e Astolfo Petrazzi - di Burbarini il San Gherardo libera gli imprigionati, 1647)[8]
- Siena, Oratorio di San Giovannino della Staffa: Convito di Erode (attribuito) e Danza di Salomé[9]
- Siena, Insigne Collegiata di Santa Maria in Provenzano: Gedeone e il miracolo del vello e Visione di san Giovanni Evangelista (pittura su tela)[10]
- Siena, Monastero di Sant'Eugenio: Ordinazione di Santo Stefano (pittura su tela)[11]
- Siena, Oratorio di San Bernardino, Museo Diocesano di Arte Sacra: San Bernardino cura gli appestati (Lunette)[12]
- Siena, Oratorio di San Bernardino, Museo Diocesano di Arte Sacra: San Girolamo
- Siena, Oratorio di San Giacomo: Gesù in gloria e San Giacomo[13]
- Siena, Oratorio di San Giuseppe: Beato Giovanni Colombini (attribuito)[14]
- Siena, Oratorio di San Rocco: Educazione di Maria Vergine e Incoronazione della Madonna (attribuito)[15]
- Siena, Palazzo Pubblico, Bilanceria di Biccherna: Alessandro VII dona la Rosa d'oro al Duomo di Siena (1664) e La Forza militare impone tributi ad un vinto (1655)[16]